# Vùng đặc quyền kinh tế của Bắc Triều Tiên

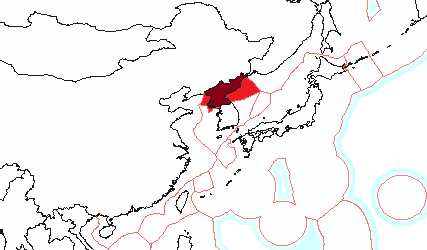
Vùng đặc quyền kinh tế (EEZ) của Bắc Triều Tiên

Vùng đặc quyền kinh tế của Bắc Triều Tiên trải dài 200 hải lý tính từ đường cơ sở ở cả biển Hoàng Hải và biển Nhật Bản. Vùng đặc quyền kinh tế (EEZ) được tuyên bố vào năm 1977 sau khi Triều Tiên tranh cãi về tính hợp pháp của Đường giới hạn phía Bắc (NLL) được thiết lập từ sau Chiến tranh Triều Tiên như là biên giới trên biển. EEZ chưa được luật hóa và pháp luật Triều Tiên chưa bao giờ quy định tọa độ của nó, khiến việc xác định phạm vi cụ thể của EEZ trở nên khó khăn.
Ở Hoàng Hải, vùng đặc quyền kinh tế vẫn chưa được xác định trong vịnh Triều Tiên vì Trung Quốc chưa xác định vùng đặc quyền kinh tế của mình trong khu vực. Biên giới giữa vùng đặc quyền kinh tế của Bắc Triều Tiên và Hàn Quốc ở Hoàng Hải không thể được xác định do có khả năng chồng chéo và tranh chấp ở một số đảo.
Ở biển Nhật Bản, vùng đặc quyền kinh tế của Bắc Triều Tiên có thể được tính gần đúng là hình thang. Biên giới trên biển giữa vùng đặc quyền kinh tế của Bắc Triều Tiên và vùng đặc quyền kinh tế của Nga là biên giới trên biển duy nhất được phân định ở Đông Bắc Á. Ở đây, EEZ không gây ra nhiều vấn đề, thậm chí là các vấn đề liên quan đến Hàn Quốc, vì biển không có nhiều tài nguyên.

## Lịch sử

Đường giới hạn phía Bắc ở Hoàng Hải

Hiệp định đình chiến Triều Tiên chỉ định một giới tuyến quân sự như một biên giới đất liền giữa Bắc và Nam Triều Tiên, nhưng thất bại trong việc xác định đường biên giới trên biển. Các chỉ huy Liên Hợp Quốc của Ủy ban đình chiến quân sự (UNCMAC) đơn phương thiết lập hai biên giới trên biển, một ở biển Tây (Hoàng Hải) và một ở biển Nhật Bản, được gọi là Đường giới hạn phía Bắc (NLL). Từ đó, tình trạng pháp lý của NLL đã gây ra các tranh cãi và các cuộc đụng độ đã xảy ra. Năm 1973, Triều Tiên đã thách thức thẳng thừng tính hợp pháp của NLL trên biển phía Tây. UNCMAC đã cáo buộc Triều Tiên xâm nhập vào khu vực phía nam của NLL, Triều Tiên đã đáp trả bằng một tuyên bố rằng ranh giới trên biển của họ nằm ở phía nam của NLL.
Vào ngày 18 tháng 1 năm 1952, Tổng thống Hàn Quốc Syngman Rhee tuyên bố "Đường lối hòa bình" thiết lập một khu vực rộng lớn về chủ quyền hàng hải trên toàn bán đảo Triều Tiên, bao gồm cả Bắc Triều Tiên, trên cơ sở ông tuyên bố là chính phủ hợp pháp cho toàn bộ Triều Tiên. Tuyên bố một khu vực biển cách bờ biển Triều Tiên 60 hải lý. Yêu cầu này, thường được gọi là Đường Syngman Rhee đã không được quốc tế chấp nhận.
Vào ngày 21 tháng 6 năm 1977, Triều Tiên tuyên bố vùng đặc quyền kinh tế với phạm vi rộng 200 hải lý. Tuyên bố sẽ có hiệu lực vào ngày 1 tháng 8. Hôm đó, Triều Tiên cũng tuyên bố Vùng biên giới quân sự 50 hải lý ở cả biển phía Tây và biển Nhật Bản. Vùng đặc quyền kinh tế của Bắc Triều Tiên (EEZ) đã được xác lập.
Hàn Quốc phản đối tuyên bố EEZ này của Bắc Triều Tiên và họ đã đưa ra tuyên bố: "Chính phủ Hàn Quốc xác định rõ ràng rằng chúng tôi không công nhận Vùng biên giới quân sự của Bắc Triều Tiên và EEZ với phạm vi 200 hải lý vì họ có thể khiến thay đổi giữ nguyên hiện trạng của Bán đảo Triều Tiên kể từ khi đình chiến vào năm 1953". Nhật Bản cũng phản đối hành động này, nhưng Trung Quốc thì không.

## Mức độ
Bắc Triều Tiên đã không thông qua luật về vùng đặc quyền kinh tế của mình. Vì lý do này, không thể xác định giới hạn bên ngoài của nó. Tuy nhiên, quốc gia này đã tuyên bố rằng vùng đặc quyền kinh tế giữa các quốc gia láng giềng hoặc các quốc gia đối diện nhau "nên được xác định bằng cách tham khảo ý kiến theo nguyên tắc của đường đẳng thức hoặc đường trung tuyến". Bắc Triều Tiên chưa bao giờ chỉ định tọa độ địa lý của các yêu sách EEZ của mình.

### Hoàng Hải
Biên giới giữa vùng đặc quyền kinh tế của Bắc Triều Tiên và Trung Quốc không rõ ràng. Từ đó, có thể suy ra các tuyên bố của Bắc Triều Tiên về giới hạn của vùng đặc quyền kinh tế ở Hoàng Hải trùng lắp với giới hạn của Vùng Ranh giới Quân sự. Do Hoàng Hải không rộng lắm, các vùng đặc quyền kinh tế kết hợp 400 hải lý của Triều Tiên và Trung Quốc chồng lấn lên nhau.
Biên giới Trung Quốc-Bắc Triều Tiên trên đất liền chưa bao giờ được chính thức phân định, nhưng từ các hiệp ước và tuyên bố nó có thể được suy luận là sông Áp Lục. Triều Tiên tranh chấp với Trung Quốc một số đảo nhỏ ở cửa sông Áp Lục. Chủ quyền các đảo này ảnh hưởng đến tiến trình thiết lập biên giới trên biển giữa hai nước, mà theo đó vùng đặc quyền kinh tế tương ứng của họ sẽ được phân định. Triều Tiên đã xác định vùng đặc quyền kinh tế của họ bằng phương pháp đường trung tuyến, trong khi Trung Quốc, muốn kéo dài một cách tự nhiên theo cách phân chia lãnh thổ trên đất liền. Tuy nhiên, ở vịnh Triều Tiên Trung Quốc lại thích phương pháp đường trung tuyến, bởi vì điều này sẽ mang lại cho họ phạm vi lớn nhất trên biển. Một học giả Trung Quốc là Ji Guoxing lập luận rằng vùng đặc quyền kinh tế nên tính đến các điều kiện cụ thể của vịnh Triều Tiên, như việc bờ biển Trung Quốc kéo dài hơn và có các hoạt động đánh bắt lịch sử lâu dài của Trung Quốc, đồng thời dựa trên các nguyên tắc công bằng và nguyên tắc tỷ lệ. Mặt khác, vì Trung Quốc chưa xác định vùng đặc quyền kinh tế ở Hoàng Hải, nên Triều Tiên có lẽ đã áp dụng các điểm không rõ ràng tương tự một cách linh hoạt trước Trung Quốc. Một số thỏa thuận về biên giới hàng hải đã được báo cáo giữa Bắc Triều Tiên và Trung Quốc, nhưng không rõ liệu điều này có liên quan đến EEZ hay ranh giới thềm lục địa. Những hòn đảo nào ở Hoàng Hải thuộc về Bắc Triều Tiên và thuộc về Hàn Quốc cũng sẽ ảnh hưởng đến ranh giới của vùng đặc quyền kinh tế giữa ba quốc gia.
Ngay cả khi vấn đề với các hòn đảo được giải quyết, thì vùng đặc quyền kinh tế của Bắc và Nam Triều Tiên vẫn sẽ chồng chéo lên nhau, đòi hỏi một bên phải giảm yêu sách của mình hoặc cả hai bên chia sẻ vùng đặc quyền kinh tế. Theo Công ước Liên Hợp Quốc về Luật biển, các vùng đặc quyền kinh tế ở cả biển phía Tây và biển phía Đông nên được phân chia rõ ràng để không còn vùng biển quốc tế giữa chúng, bởi vì các vùng biển có phạm vi dưới 400 hải lý. NLL ở biển phía Tây có lẽ sẽ không hợp pháp như là một ranh giới lãnh hải vĩnh viễn vì nó vi phạm nguyên tắc không xâm lấn của công ước bằng cách chia cắt Triều Tiên khỏi vùng biển mở. Điều này cũng hàm ý đối với vùng đặc quyền kinh tế. Triều Tiên đã ký công ước nhưng không phê chuẩn.

### Biển Nhật Bản
Vùng đặc quyền kinh tế ở biển Nhật Bản có hình thang. Khu vực này không phải là nguồn đối đầu lớn giữa Bắc và Nam Triều Tiên vì các tàu của Hàn Quốc tránh xa khu vực này. Nó cũng không được cho là giàu tài nguyên thiên nhiên.
Biên giới giữa vùng đặc quyền kinh tế của Bắc Triều Tiên với Nga là biên giới duy nhất được phân định trong vùng đặc quyền kinh tế của nước này và thực sự là biên giới duy nhất được xác định đầy đủ về chủ quyền vùng đặc quyền kinh tế trong tất cả các nước Đông Bắc Á. Nó được xác định vào năm 1986. Tuy nhiên, vấn đề là điểm cuối của nó không tương đương với lãnh thổ của Hàn Quốc hay Nhật Bản.
Triều Tiên bị thiệt thòi về mặt địa lý khi xác định vùng đặc quyên kinh tế, đặc biệt là ở biển Nhật Bản nơi bị kẹp giữa Nga và Hàn Quốc. Thực tế này có thể góp phần vào sự miễn cưỡng của Bắc Triều Tiên trong việc cam kết hoàn toàn với chế độ EEZ và đàm phán các ranh giới EEZ với các nước láng giềng.

## Kinh tế
Triều Tiên tiến hành đánh bắt cá trong vùng đặc quyền kinh tế của mình, chủ yếu cho lĩnh vực công nghiệp. Một số đánh cá cho lĩnh vực khác cũng diễn ra. Hoạt động đánh bắt cá đã giảm đáng kể trong những năm qua.
Một thỏa thuận năm 2000 giữa các tổ chức đánh cá phi chính phủ của Bắc Triều Tiên và Hàn Quốc cho phép người Hàn Quốc đánh cá bên trong vùng đặc quyền kinh tế của Bắc Triều Tiên ở biển phía Đông cho đến năm 2005. Khoảng 400 tàu cá của Hàn Quốc đã tiến hành đánh bắt cá trong khu vực.
Mặc dù ban đầu Trung Quốc không phản đối việc thành lập vùng đặc quyền kinh tế của Bắc Triều Tiên, nhưng sau đó họ đã cáo buộc nước này cản trở sự phát triển kinh tế ở cửa sông Áp Lục, đặc biệt là tại vịnh Bột Hải.